# أعمال بيرسيليس وسيخيسموندا (رواية)

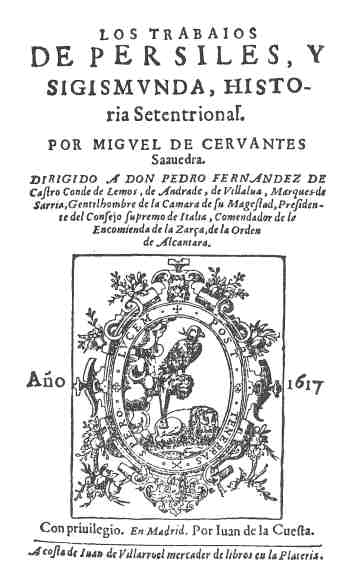
اعمال بيرسيلس وسيخيسموندا

أعمال بيرسيليس وسيخيسموندا (بالإسبانية: Los trabajos de Persiles y Sigismunda)‏ هو آخر ما أنتجه ميجيل دى ثربانتس. وتنتمي إلى الرواية البيزنطينية. ويعتبرها الكاتب أفضل أعمال له، فهو يعتبر عمل رائع لم يجمع فقط في حبكتها بين. الحب والمغامرة لكنها شملت إهداء لكونت أو.زعيم ليموج (بجنوب فرنسا) في 19 ابريل 1616 .
وقبل وفاتة ب4 أيام كتب هذه الأبيات
لقد أوشكت على الرحيل

وكلى لوعة واشتياق للموت

''إلهي، أكتب إليك

## عن الكاتب

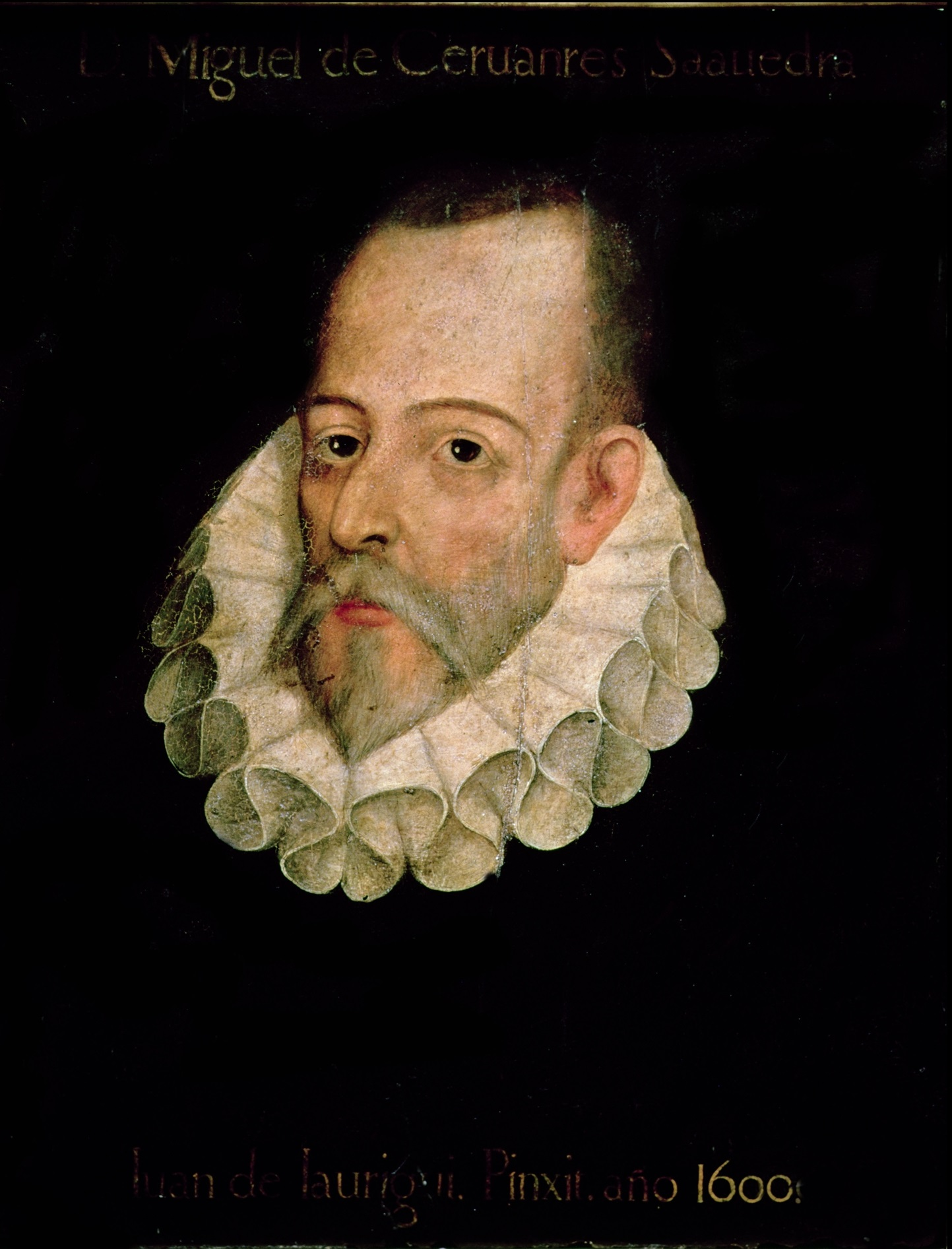
ميجيل دى ثربانتس

ميغيل دي ثيربانتسس سافيدرا (بالإسبانية: Miguel de Cervantes Saavedra) كاتب مسرحي وروائي، شاعر إسباني ولد في ألكالا دي إيناريس، مدريد، إسبانيا في 29 سبتمبر 1547. وتعد رواية دون كيخوطي دي لا مانتشا (1605 - 1615 م) التي صدرت عام من أشهر أعماله. وقد تركت حياة ثيرفانتس الحافلة بالأحداث أثرا بليغاً في أعماقه، ويظهر ذلك في روح السخرية والدعابة التي تميز أعماله. ويُعتبر من بين أشهر الشخصيات الإسبانية في العالم، ولذلك فقد قامت إسبانيا بتكريمه واضعة صورته على قطعة الـ50 سنتاً الجديدة. وبالمثل فإن جائزة ثيربانتس التي تحمل اسمه تعد بمثابة تكريما له على عمله دون كيخوطي والذي يعد من أعظم الأعمال التي صدرت باللغة الإسبانية. وتوفي في مدريد، إسبانيا في 22 أبريل1616.

## حبكة الرواية
حيث تروى لنا قصة بيرسيلس وسيخيسموندا عاشقيين قرروا القيام برحله إلى روما بهدف البحث عن تنقية وتطهير الروح، قبل الزواج.
تحكى عن مغامرات وفراق بين شابين عاشقيين.برياندرو واوريستيلا قاموا بتغيير أسمائهم بعد الزواج المسيحى إلى برسيليس وسيجيموندا، أمراء الشمال، وقد سافروا لعدة أماكن حول العالم وأنتهت جولتهم عند وصولهم لروما.
نشر العمل في 1617 في مدريدو برشلونةة وفالنسيا وبامبونا، ولشبونةة (عاصمة البرتغال) وباريس في آن واحد. تروى عدة أحداث لتحول غير متجانس كما هو معتاد فيما تسمى بالرواية البيزنطينية أو الهيلينية. ولثربانتس بهذه القصة أن يقدم عمل روائى يختلف نوعة عن عمل دون كيخوطي دى لا مانشا الذي يعتبر محاكاة ساخرة أو تهكمية ينتمى للعصور الوسطى.
كان ينوى خلق للرواية الإسبانية نموذج مغامرات الرواية اليونانية بطريقة تتلائم مع النظرة الكاثوليكية للعالم.
تعد أعمال بيرسيليس وسيخيسموندا إحدى الإبداعات الأدبية لميجيل دى ثربانتس، تساعد على إبقاء الروح الحية لثربانتس

## اقرأ أيضا
- دون كيخوطي
- العاشق المتحرر
- قوة الدم
- الغيور الإكستـريمادوري
- الغجريةا
- الإسبانية الإنجليزية
- حوار الكلاب
- لا جالاتيا